# Cursorius temminckii
Il corridore di Temminck (Cursorius temminckii Swainson, 1822) è un uccello della famiglia Glareolidae.

## Tassonomia
Cursorius temminckii ha tre sottospecie:
- C. temminckii aridus
- C. temminckii damarensis
- C. temminckii temminckii

## Distribuzione e habitat
Questo corrione vive in Africa, dalla Mauritania al Sudan e a sud fino al Sudafrica.